# Voxna smedja
Voxna smedja är en kulturminnesskyddad byggnad i Voxnabruk. Det är en stångjärnssmedja från 1893.  Smedjan är väl bevarad och renoverades 1984–1985. Byggnaden kulturminnesskyddades år 1989.
Smedjan byggdes på platsen för en nedbrunnen smedja och hörde till ett bruk där järn framställts sedan år 1726. Smidet upphörde år 1932. Smedjan ligger i närheten av Sälmåns utflöde i Voxnan.